# Kołogriw
Kołogriw (ros. Кологрив) – miasto w środkowej części europejskiej Rosji, na terenie obwodu kostromskiego.
Kołogriw leży na terenie rejonu kołogriwskiego, którego ośrodek administracyjny stanowi.
Miejscowość leży nad rzeką Unżą (dopływ Wołgi) i liczy 3.526 mieszkańców (1 stycznia 2005 r.). Populacja miasta szybko spada - jeszcze w 1989 r. zamieszkiwało je 4.306 osób.
Miasto zostało założone w XVII wieku., prawa miejskie uzyskało w roku 1778.